# Список главных тренеров сборной Польши по футболу
Главный тренер сборной Польши по футболу — назначенная решением руководства PZPN особа, отвечающая за отбор и вызов игроков на сборы и матчи сборной, а также приготовление и проведение их.
В истории национальной сборной команды, в 1921-1966 годах, за отбор и вызов игроков отвечали комиссии, состоявшие из нескольких человек — называемые Союзными капитанатами — а непосредственное приготовление футболистов к матчу проводили тренеры. С 1966 года эти функции — в том числе и на данный момент — обычно исполняются одним человеком. Однако он пользуется услугами выбранного им штаба ассистентов (также называемых вторыми тренерами), отвечающих за текущие элементы тренировок, например тренировку вратарей.
С 26 октября 2013 года тренером национальной команды является Адам Навалка.
Тренер футбольной сборной Польши действует в составе структур PZPN.

## Тренеры сборной Польши по футболу
Курсивом обозначены тренеры
| Тренеры | Года       |
| --- | ---------- |
| Юзеф Школьниковский (Имре Пожоньи )                                                                                    | 1921       |
| Юзеф Лустгартен, Адам Обрубаньский, Станислав Земяньский                                                               | 1922       |
| Эдвард Цетнаровский, Владислав Йентыс, Юзеф Лустгартен                                                                 | 1922       |
| Казимеж Глабич, Тадеуш Кухар, Адам Обрубаньский                                                                        | 1923       |
| Адам Обрубаньский (Тадеуш Ожельский, Игнацы Розеншток)                                                                 | 1924       |
| Гиула Биро (во время Парижской олимпиады)                                                                              | 1924       |
| Тадеуш Кухар | 1925       |
| Тадеуш Сыновец | 1925-1927  |
| Тадеуш Кухар | 1928       |
| Стефан Лётц (Юзеф Калюжа)                                                                                              | 1929-1931  |
| Юзеф Калюжа (Стефан Лётц, Анджей Пшеворский, Кароль Коссок, Мариан Спойда, Курт Отто )                                 | 1932-1939  |
| Хенрик Рейман (Вацлав Кухар)                                                                                           | 1947       |
| Кароль Бергтал, Чеслав Круг, Анджей Пшеворский (Вацлав Кухар)                                                          | 1947       |
| Зыгмунт Алфус (Вацлав Кухар)                                                                                           | 1948       |
| Чеслав Круг (Вацлав Кухар)                                                                                             | 1948       |
| Чеслав Круг, Ян Новак, Анджей Пшеворский (Вацлав Кухар)                                                                | 1948       |
| Мечислав Шимковяк, Игнацы Издебский, Стефан Киселиньский, Чеслав Круг, Казимеж Шмиглак (Вацлав Кухар, Рышард Концевич) | 1949-1950  |
| Мечислав Шимковяк, Мечислав Качановский, Стефан Киселиньский, Чеслав Круг (Тадеуш Форыс, Иштван Щедер-Сейдл )          | 1950       |
| Рышард Концевич (Тадеуш Форыс, Тивадар Кирали )                                                                        | 1950-1952  |
| Михал Матыас | 1952       |
| Рышард Концевич (Тивадар Кирали )                                                                                      | 1952       |
| Михал Матыас (Тивадар Кирали )                                                                                         | 1952       |
| Тадеуш Форыс | 1952       |
| Рышард Концевич | 1953       |
| Андор Гайду , Эвалд Цебула                                                                                             | 1954       |
| Зыгмунт Есёнка, Михал Матыас                                                                                           | 1954       |
| Рышард Концевич | 1955-1956  |
| Альфред Новаковский, Алоизий Ситко, Артур Вожняк (Тадеуш Форыс)                                                        | 1956       |
| Чеслав Круг, Феликс Дырда, Хенрик Рейман (Рышард Концевич)                                                             | 1956       |
| Хенрик Рейман, Феликс Дырда, Юзеф Земян (Рышард Концевич, Тадеуш Форыс)                                                | 1957       |
| Хенрик Рейман, Феликс Дырда, Станислав Шыманяк (Адам Немец, Тадеуш Форыс)                                              | 1958       |
| Чеслав Круг (Тадеуш Форыс, Жан Пруфф , Рышард Концевич)                                                                | 1959-1962  |
| Веслав Моточиньский, Тадеуш Форыс, Вацлав Пегза                                                                        | 1963-1964  |
| Веслав Моточиньский, Рышард Концевич, Кароль Кравчик                                                                   | 1964-1966  |
| Антоний Брежаньчик | 1966       |
| Клеменс Новак, Антоний Брежаньчик, Казимеж Гурский                                                                     | 1966       |
| Михал Матыас | 1966-1967  |
| Рышард Концевич | 1968-1970  |
| Казимеж Гурский (Анджей Стрейлау)                                                                                      | 1971-1976  |
| Яцек Гмох | 1976-1978  |
| Рышард Кулеша | 1978-1980  |
| Вальдемар Обрембский                                                                                                   | 1981       |
| Антоний Пехничек | 1981-1986  |
| Войцех Лазарек | 1986-1989  |
| Анджей Стрейлау (Леслав Цьмикевич)                                                                                     | 1989-1993  |
| Леслав Цьмикевич | 1993       |
| Генрик Апостель | 1994-1995  |
| Владислав Стахурский                                                                                                   | 1996       |
| Антоний Пехничек | 1996-1997  |
| Кжыштоф Павлак | 1997       |
| Януш Войцик | 1997-1999  |
| Ежи Энгель | 2000-2002  |
| Збигнев Бонек | 2002       |
| Павел Янас | 2003—2006  |
| Лео Бенхаккер | 2006—2009  |
| Стефан Маевский | 2009       |
| Францишек Смуда | 2009—2012  |
| Вальдемар Форналик | 2012—2013  |
| Адам Навалка | 2013— 2018 |